# Friedrich Ratzel (Architekt)
Friedrich Ratzel (* 17. Juli 1869 in Durlach; † 5. Juli 1907 in Karlsruhe, vollständiger Name: Friedrich Karl Julius Ratzel) war ein deutscher Architekt und Hochschullehrer.

## Leben

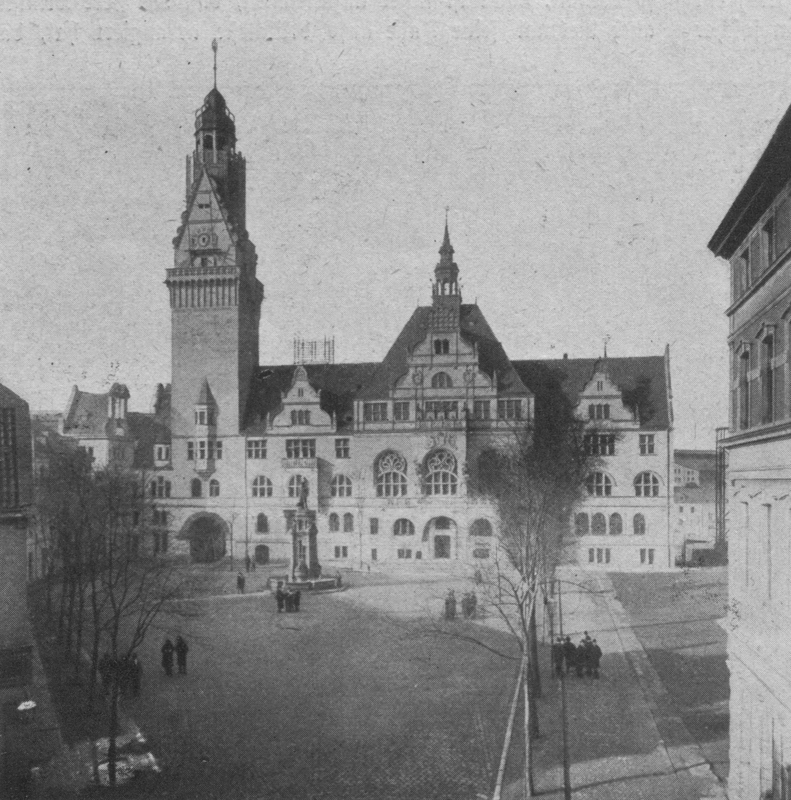
Duisburger Rathaus am Burgplatz, Anfang des 20. Jahrhunderts

Ratzel war ein Sohn des Lithografen Karl Ratzel. Er studierte von 1890 bis 1893 Architektur an der Technischen Hochschule Karlsruhe, unter anderem bei Josef Durm, und sammelte praktische Erfahrungen in einem Berliner Architekturbüro. Während seiner Studienzeit und darüber hinaus war er Mitglied der Landsmannschaft Suevia. Ratzel arbeitete zunächst im Stadtbauamt München und unternahm Studienreisen durch Deutschland, Österreich und Italien. 1894 kehrte er nach Karlsruhe zurück und wurde wissenschaftlicher Assistent an der Technischen Hochschule, wo er 1896 die Zulassung als Privatdozent erreichte. Der berufliche Durchbruch gelang dem erst 26-Jährigen 1896 mit seinem siegreichen Wettbewerbsentwurf für das neue Rathaus in Duisburg. Großherzog Friedrich I. von Baden verlieh ihm 1899 den Professorentitel. 1905 folgte seine Berufung als Ordinarius. Nachdem Ratzel im Laufe des Jahres 1906 schwer erkrankt war, beging er am 5. Juli 1907 Suizid.

## Bauten (unvollständig)

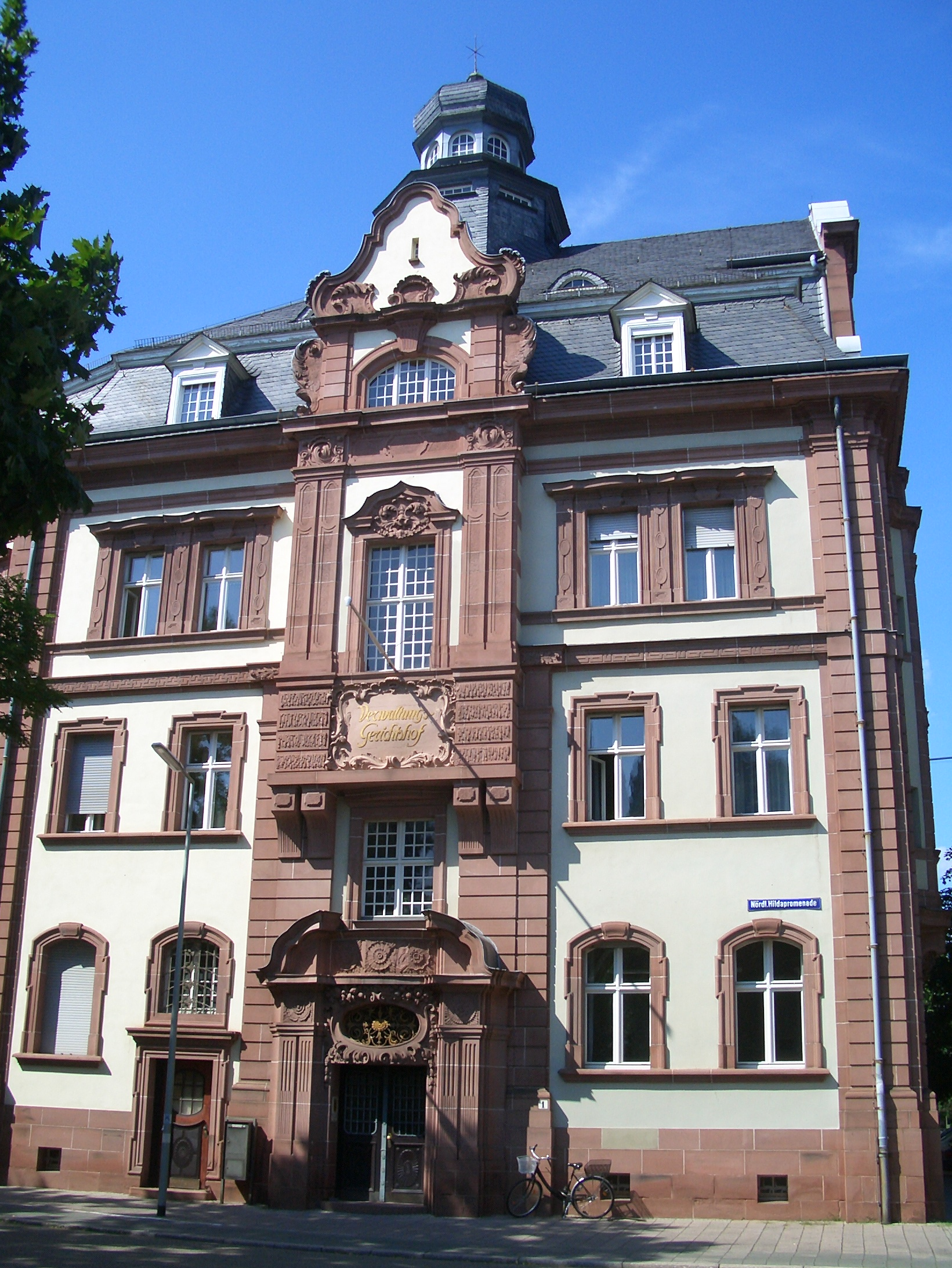
Ehemaliger Verwaltungsgerichtshof in Karlsruhe

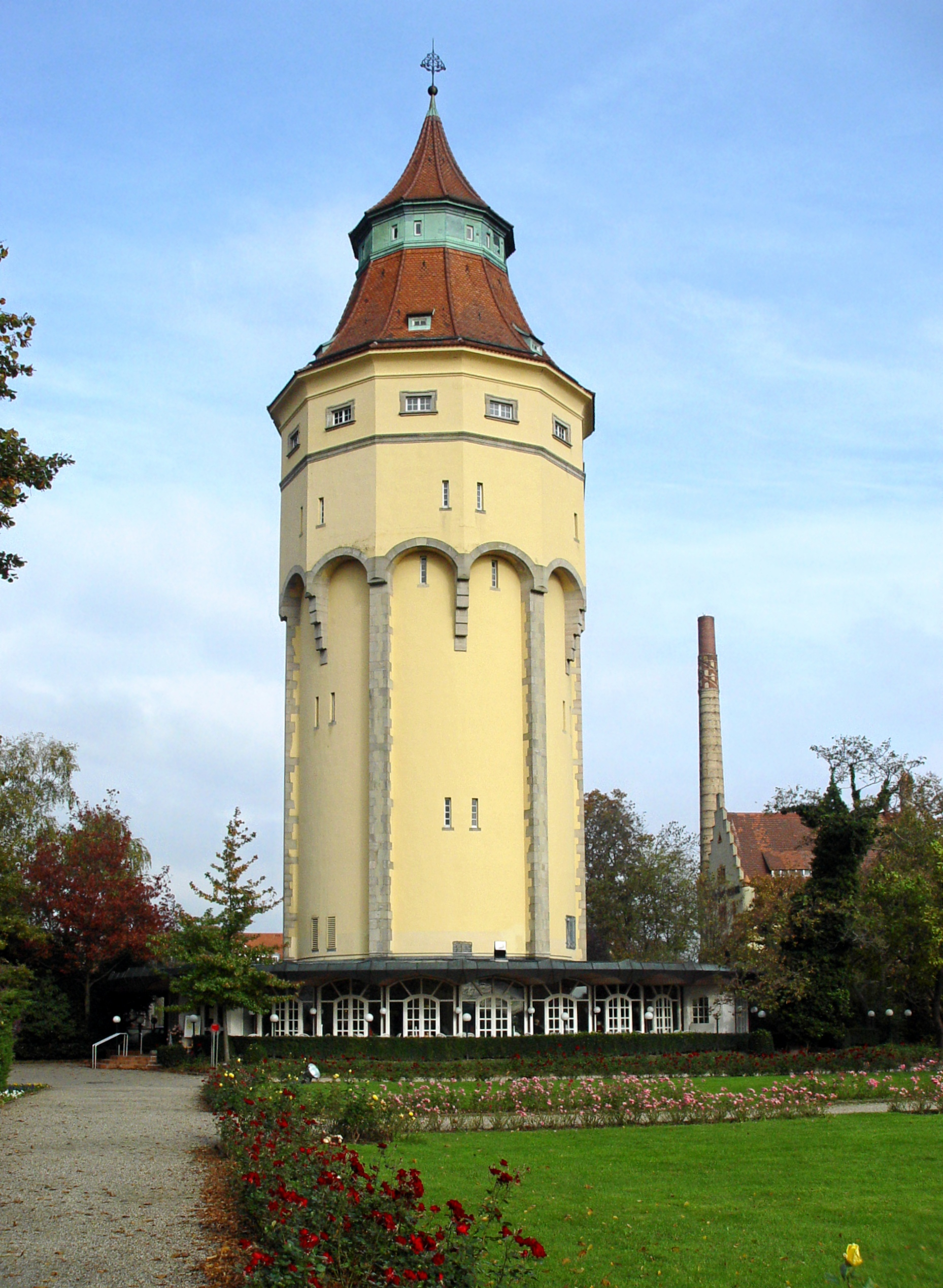
Wasserturm in Rastatt

- 1897–1902: Rathaus in Duisburg, Burgplatz 19 (ausgeführt durch das Stadtbauamt Duisburg unter Stadtbaurat Theodor Quedenfeldt, Bildhauer: F. Heinemann, F. Deutsche)[1]
- 1900: Haus des Kunst- und Industrie-Vereins für das Großherzogthum Baden (heute Badischer Kunstverein) in Karlsruhe, Waldstraße 3
- 1900–1901: Bismarckturm in Ettlingen
- 1901: Wasserturm in Rastatt, Kapellenstraße
- 1901: Keramische Werkstätte der Großherzoglich Badischen Majolika-Manufaktur in Karlsruhe, Hoffstraße
- 1902–1905: Großherzoglich Badisches Behördenzentrum mit Verwaltungsgerichtshof (heute: Verwaltungsgericht Karlsruhe), Oberrechnungskammer und Generallandesarchiv Karlsruhe, Nördliche Hildapromenade 2[2]
- 1903–1904: Haus für F. Beil in Karlsruhe[3]
- 1905–1908: evangelische Christuskirche in Duisburg-Neudorf, Neudorfer Markt (nach Kriegsschäden verändert)
- 1905–1908: Krautkopfbrunnen auf dem Gutenbergplatz in Karlsruhe[4]
- 1906–1907: Kindersolbad des Badischen Frauenvereins in Bad Dürrheim
- 1906–1911: Kollegienhaus der Albert-Ludwigs-Universität in Freiburg, Werthmannplatz 1 (nach Ratzels Tod durch Hermann Billing erheblich verändert ausgeführt)[5]

sowie:
- Schwestern-Altenheim „Luisenheim“ in Karlsruhe